# Am Boden bleiben
Am Boden bleiben ist eine deutsche Aktionsgruppe für Klimagerechtigkeit, die seit 2018 „für drastisch reduzierten Flugverkehr, enkeltaugliches Reisen und eine lebenswerte Zukunft“ eintritt.

## Forderungen und Ziele
Die zehn Kernforderungen der Gruppe umfassen neben der deutlichen Reduzierung des Flugverkehrs und einer Ersetzung der Flugrouten durch klimafreundlichere Verkehrsmittel unter anderem eine „sozial gerechte“ Verkehrswende, eine „demokratische“ Verkehrsplanung und eine Abschaffung von Steuervorteilen und Subventionen für die Flugindustrie. Die Gruppe kritisiert zudem das System der Klimakompensation.

## Aktionen und Kampagnen
Am Boden bleiben nutzt unterschiedliche Aktionsformen wie Aktionen zivilen Ungehorsams, Öffentlichkeitsarbeit und Bildungsveranstaltungen. Die Aktivisten treten dabei meist im Pinguin-Kostüm auf, da Pinguine Vögel sind, die nicht (mehr) fliegen.
Folgende Aktionen hat die Gruppe bislang durchgeführt:

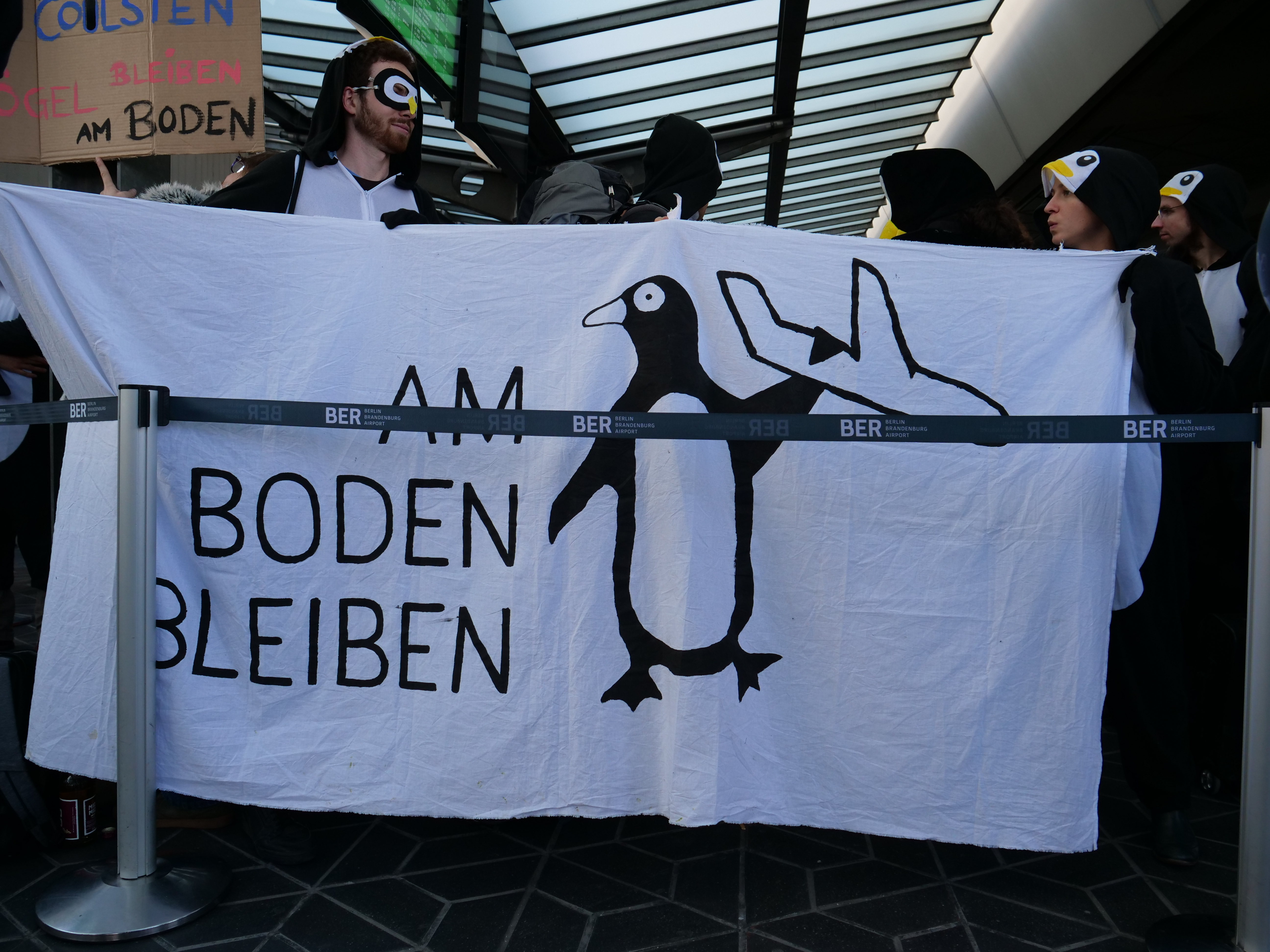
Bei der Aktion am Flughafen Berlin-Tegel

### Satire zur Eröffnung BER 2019
Im Juli 2019 veröffentlichte die Gruppe mit einer großen Kampagne ein Video, in dem sie sich satirisch dazu bekennen, durch gezielte Sabotage die Eröffnung des BER – Flughafen Berlin-Brandenburg über Jahre hinausgezögert zu haben, um so das Klima zu schonen. Das Video wurde weit verbreitet und ein Bekennerschreiben veröffentlicht.

### Aktion am Flughafen Berlin-Tegel 11/2019
Im November 2019 organisierte Am Boden bleiben eine Sitzblockade mit Banner-Drop am Flughafen Berlin-Tegel. Etwa 50 Aktivisten blockierten für etwa 2 Stunden die Ladenstraße des Terminal 1 und zudem wurde ein Banner mit der Aufschrift „Cancelled due to climate crisis“ über der Anzeigetafel entrollt. Die Aktion erreichte große mediale Aufmerksamkeit, unter anderem wegen eines strikten Vorgehens der Polizei. Die starken Polizeikontrollen führten zu vielen Staus und zur zeitweisen kompletten Sperrung der Zugänge zum Terminal.

### #Safe People not Planes 2020
Während der Krise rund um das Coronavirus beteiligt sich Am Boden bleiben an der internationalen Kampagne #Safe People not Planes. Hierdrin wird gefordert, dass öffentliche Gelder nicht zur bedingungslosen Rettung der Luftfahrtindustrie eingesetzt werden sollen, sondern Beschäftigte und Klimakrise an erster Stelle stehen sollten.

## Internationale Vernetzung, Stay Grounded
Am Boden bleiben ist Mitglied von Stay Grounded, einem globalen Netzwerk bestehend aus mehr als 150 Organisationen, die sich für eine Reduktion des Flugverkehrs einsetzen, etwa lokale Flughafengegner, „Klimagerechtigkeit“-Gruppen, NGOs, Gewerkschaften oder Initiativen, die alternative, klimafreundlichere Verkehrsmittel wie Nachtzüge fördern wollen. Das Netzwerk veranstaltet und organisiert eigene Aktionen, Kampagnen sowie Konferenzen und veröffentlicht thematische Publikationen.